# Апекио
Апекио (итал. Apecchio) је насеље у Италији у округу Пезаро и Урбино, региону Марке.
Према процени из 2011. у насељу је живело 1186 становника. Насеље се налази на надморској висини од 478 м.

## Становништво
Према резултатима пописа становништва 2011. у општини је живело 2.013 становника.
| 1936. | 1951. | 1961. | 1971. | 1981. | 1991. | 2001. | 2011. |
| ----- | ----- | ----- | ----- | ----- | ----- | ----- | ----- |
| 4.455 | 4.677 | 3.542 | 2.836 | 2.489 | 2.314 | 2.112 | 2.013 |